# Festival gastronomique Zâ
Le Festival gastronomique Zâ est un festival gastronomique qui regroupe de nombreux cuisiniers, journalistes et amateurs de cuisines du Bénin et du monde entier.

## Présentation du Festival
Lancé depuis 2014 par la journaliste Gloria Koessi-Govor, le festival gastronomique Zâ fait la promotion des mets typiquement locaux. Ce festival accueille à chaque édition un grand nombre d'amateurs de la cuisine et des cuisiniers aussi bien locaux qu'internationaux.

## 1reédition en 2014
Tout commence avec la volonté de Gloria Koessi-Govor de promouvoir l'art culinaire béninois. Ainsi en mai 2014, dans l'enceinte de l'Université d'Abomey-Calavi, le festival culinaire Chef Cuistot qui plutard est renommé festival Zâ est lancé. C'est un concours qui rassemble des jeunes hommes venus proposer des mets authentiques de chez eux.

## Édition 2016
En 2016, le festival culinaire Chef Cuistot devient festival gastronomique Zâ. La 2ème édition se déroule du 15 au 17 décembre 2016  de 9 heures à 20 heures à Fidjrossè au Jardin Canélyace en collaboration avec l'Association culturelle «Africa Saveurs Exquises». Il rassemble des coopératives et des jeunes entrepreneurs agro-alimentaires, des promoteurs et producteurs locaux, des restaurants spécialisés dans la cuisine béninoise, des vendeuses de boisson locale comme le vin de palme (Atan), le Tchoukoutou, le Tchakpalo , des cuisiniers et des restaurateurs qui exposent leurs produits sur ces 3 jours.

## Édition 2017
Toujours en collaboration avec l'Association culturelle «Africa Saveurs Exquises», la 3ème édition du Festival Zâ, se déroule du mercredi 22 au samedi 26 Novembre 2017 sur l’esplanade intérieure du stade de l’amitié Mathieu Kérékou de Cotonou.

## Édition 2019
La 4ème édition du Festival Zâ se déroule du 25 au 29 septembre 2019 à la place des martyrs de Cotonou. Pour célébrer la gastronomie béninoise, 20 chefs, professionnels de cuisine venus de 6 pays à savoir: le Togo, le Congo Kinshasa, la France, le Maroc, la Côte-d’Ivoire et le Bénin, sont conviés et associés durant ces 5 jours.

## Édition 2022
Du jeudi 24 au samedi 27 février 2022, à Cotonou se déroule la 5ème édition du Festival gastronomique Zâ organisé sous le signe de la diplomatie culinaire Bénin-France-Maroc. Les différentes activités du festival se déroulent à Golden Tulip le Diplomate, dans le jardin Canelya de Fidjrossè et dans le restaurant Cocotier. Il accueille une trentaine d'exposants qui présente leurs produits à de nombreux acteurs de la gastronomie et de nombreux participants venus de divers horizons,,,.

## Quelques images des plat du béninois

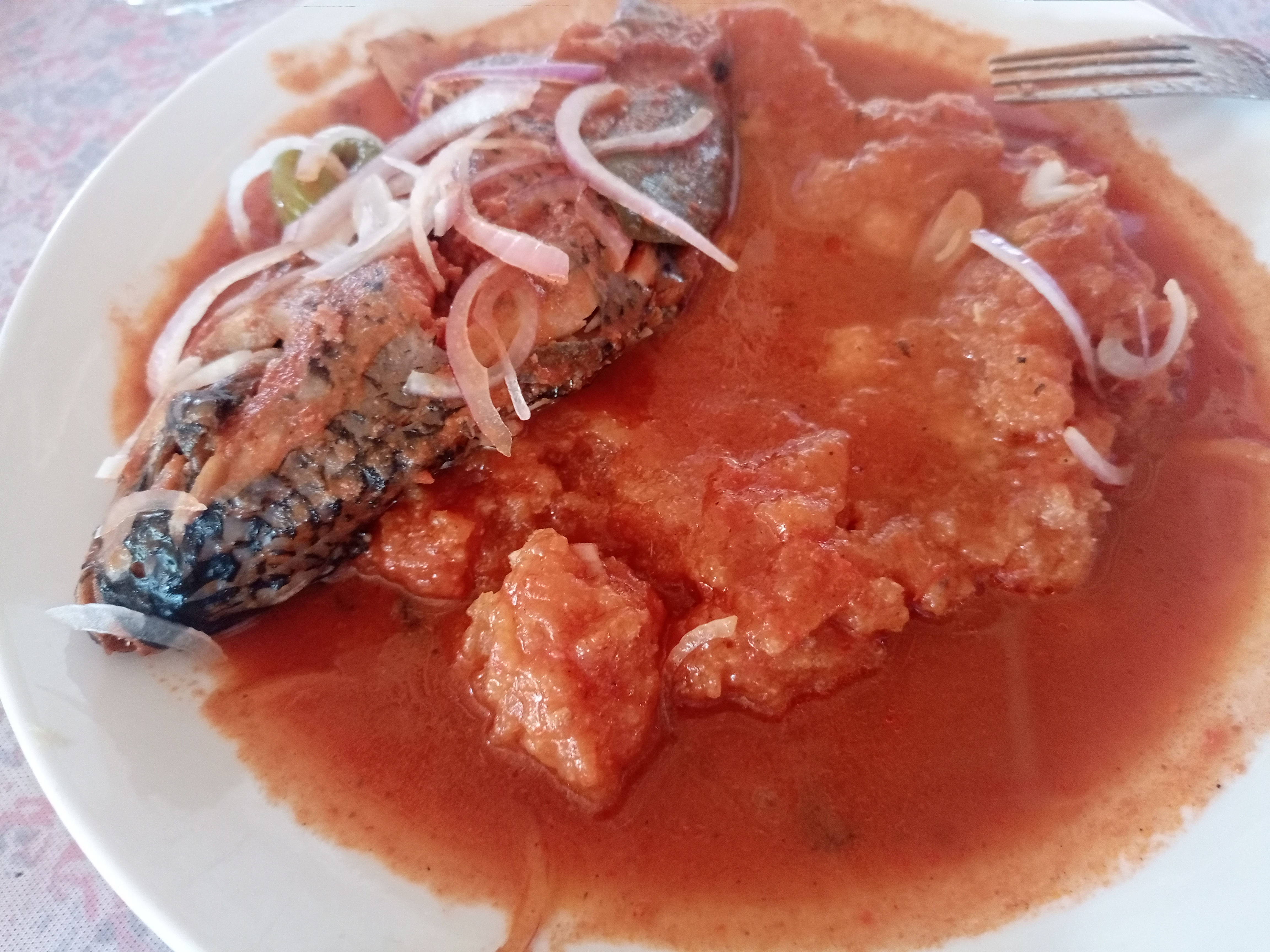
Dakouin (plat béninois)

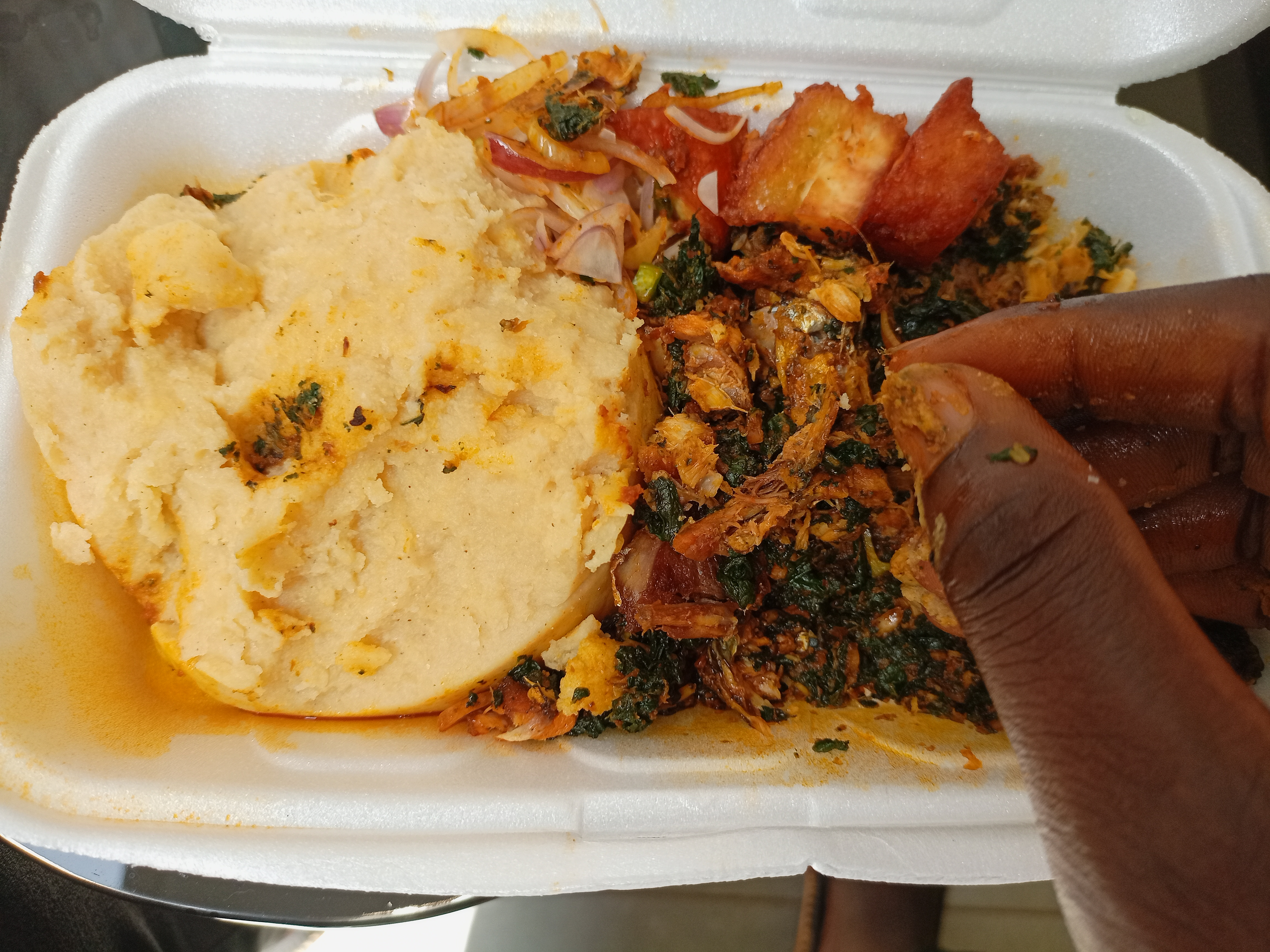
Man Tindjan (plat béninois)

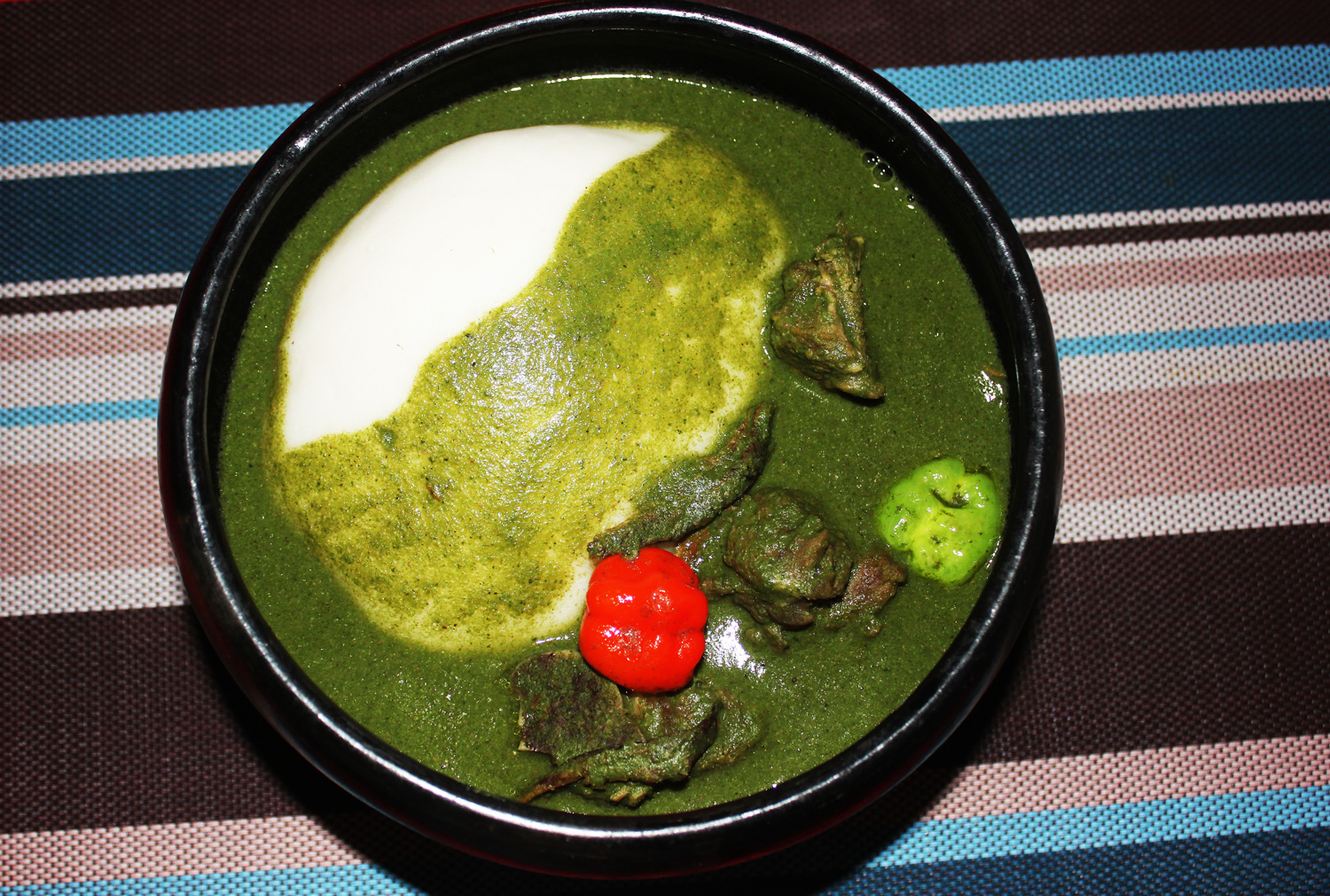
Igname Pilée à la sauce tchayo (plat béninois)